# Schloss Hrubý Rohozec

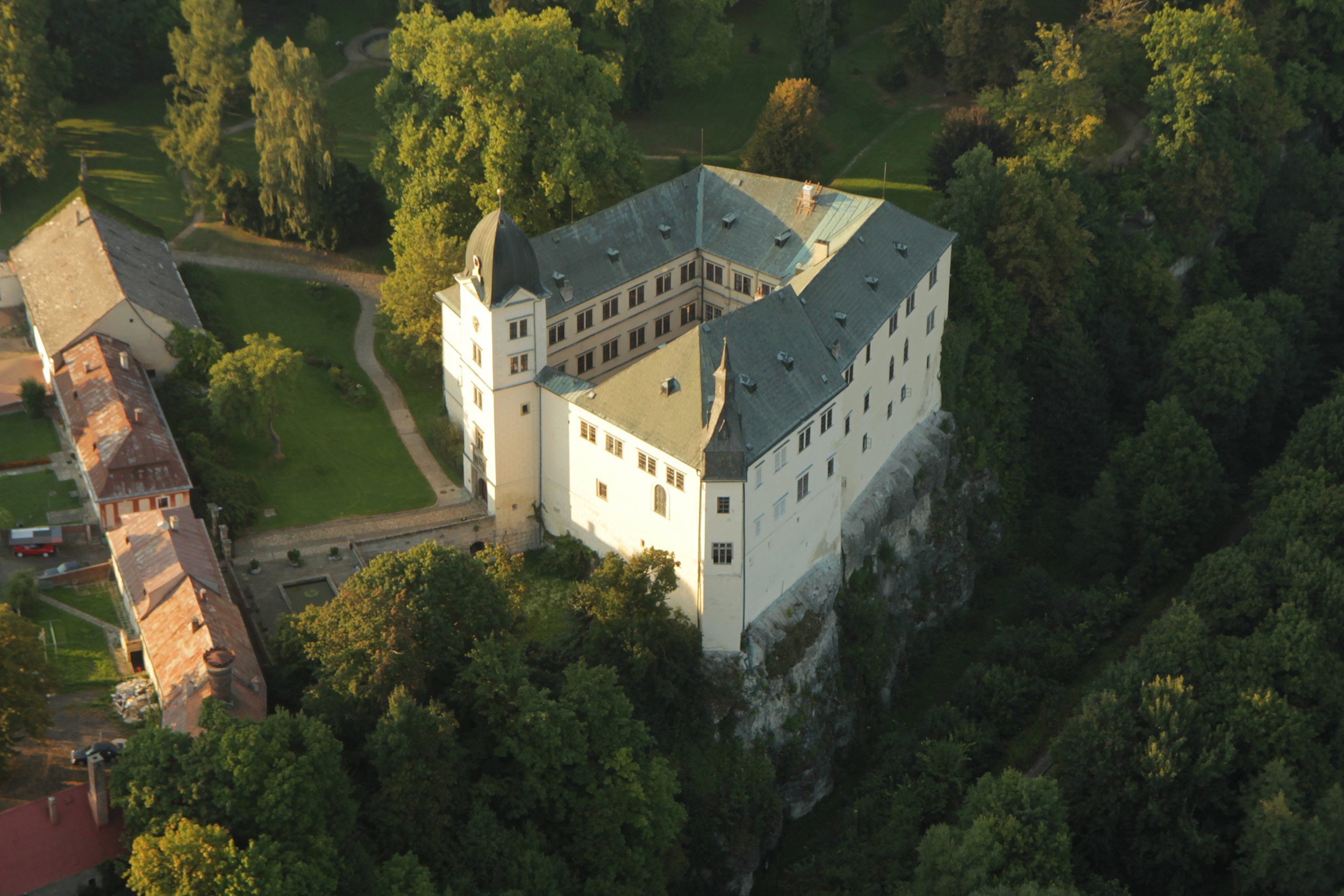
Schloss Hrubý Rohozec

Das Schloss Hrubý Rohozec (deutsch Schloss Groß Rohosetz) liegt in Hrubý Rohozec, einem Ortsteil von Turnov im Okres Semily in der Region Liberecký kraj in Tschechien. Es liegt auf einem steil abfallenden Felsen am Ufer der Jizera (Iser), drei Kilometer nördlich von Turnov.

## Geschichte
Die ursprüngliche Burg wurde um 1300 von einem Zweig der Markwartinger errichtet. Sie diente der Sicherung eines Handelsweges, der unterhalb der Burg vorbeiführte. Unter den Herren Kraiger von Kraigk bzw. von Wartenberg war sie nach 1483 Sitz einer Herrschaft, zu der neben Turnau die umliegenden Dörfer gehörten. 1513 bis 1516 wurde sie in ein spätgotisches Schloss umgebaut. Damals beherbergte sie eine Gemeinde der Böhmischen Brüder. Da Adam von Wartenberg am Böhmischen Ständeaufstand von 1547 beteiligt war, wurde er enteignet und Schloss und Herrschaft der Böhmischen Kammer zugewiesen. 1555 wurde der Besitz von den Wartenbergern zurückgekauft. Nach der Schlacht am Weißen Berg verlor Johann Georg von Wartenberg die inzwischen durch Erbteilungen und Verkauf verringerte Herrschaft Groß Rohosetz durch kaiserliche Konfiszierung. 1623 wurden Schloss und Herrschaft von Albrecht von Waldstein erworben, der es als Lehen seinem Oberst Nikolaus von Desfours übergab. Dieser erhielt nach Wallensteins Tod 1634 Schloss und Herrschaft Rohosetz als Eigenbesitz. Zugleich wurde er in den Grafenstand erhoben. Unter den Grafen Desfour wurde das Schloss 1675 umgebaut. Ein weiterer Umbau durch den Baumeister Johann Philipp Joendl erfolgte nach 1822 im neugotischen Stil.
Das Schloss war bis 1945, dem Ende des Zweiten Weltkriegs, im Besitz von Carl Graf Desfours-Walderode. Es überstand die Kriegsjahre ohne Schaden und ist heute ein Nationales Kulturdenkmal. Es wird vom Nationalen Denkmalamt verwaltet und ist für die Öffentlichkeit zugänglich.

## Literarische Verarbeitung
Rainer Maria Rilke, der sich mehrere Male auf Schloss Rohosetz aufhielt, verarbeitete seine dortigen Eindrücke in der Novelle Teufelsspuk sowie ansatzweise auch in dem Roman Die Aufzeichnungen des Malte Laurids Brigge.